# Protarchaeopteryx
Protarchaeopteryx robusta ("Första gamla vingen") var en liten befjädrad dinosaurie som har hittats i Liaoningprovinsen i nuvarande Kina. Den fick mycket uppmärksamhet i media eftersom den var så fågellik, och har använts av flera forskare för att argumentera för att fåglar skulle vara dinosauriernas levande ättlingar. Den dateras ha levt för cirka 135 - 120 milj. år sedan.

## Beskrivning

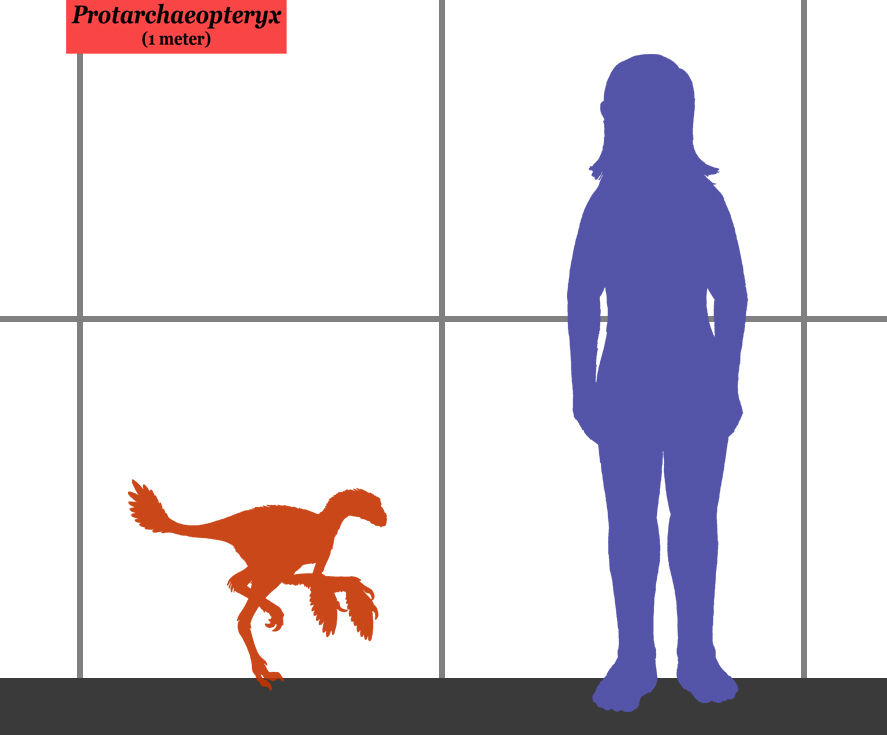
Protarchaeopteryx storlek jämfört med en människa.

Protarchaeopteryx är känd från ett skelett som omfattar bland annat välbevarade framben, bakben, bitar av en skalle och en kort svans. Protarchaeopteryx var ungefär lika stor som en kalkon, och fossil visar tydligt att den hade fjädrar på kroppen, bland annat på frambenen och längst ut på svansen. Fjädrarna verkar dock inte ha varit designade för att använda till flygning, eftersom de var symmetriska. Bakbenen var dock långa, och Protarchaeopteryx kunde troligen ha sprungit ganska fort. Den visar också tecken på att ha haft sågtandade tänder. 

### Taxonomi och fossil status
Protarchaeopteryx har mötts av många röster av forskare som ser Protarchaeopteryx som ett avgörande bevis för att dinosaurier utvecklades till fåglar, och klassas som en oviraptorosaurie. Några forskare, bland dem Alan Feduccia (paleornitolog), Larry Martin (paleontolog) och John Ruben (zoolog), förvägrar dock Protarchaeopteryx denna titel, och säger att detta snarare rör sig om en fågel utan flygförmåga. Protarchaeopteryx saknar dock vissa karaktäristiska drag som fåglar har.